# Bireli Lagrene
Biréli Lagrène (Saverne, 4 settembre 1966) è un chitarrista francese.

## Biografia
Nato in una comunità zingara insediatasi nella regione francese dell’Alsazia, è cresciuto nella tradizione della chitarra gitana grazie al padre Fisio, chitarrista popolare nella Francia prebellica, mostrando fin da bambino un talento prodigioso.
Ha iniziato a suonare all'età di quattro o cinque anni, e a sette anni improvvisava jazz in uno stile simile a quello di Django Reinhardt.
I primi anni della sua carriera sono stati accompagnati dal suo scopritore, il bassista slovacco Jan Jankeje, la cui etichetta discografica Jazzpoint Records ne ha pubblicato anche i primi dischi.
Nel 1980, ancora adolescente, ha registrato il suo primo album, Routes to Django: Live at the "Krokodil".
Negli anni successivi, si è esibito con Al Di Meola, Paco de Lucía, John McLaughlin, Benny Carter, Benny Goodman, Stéphane Grappelli, Larry Coryell, Vic Juris, Philip Catherine, Stanley Clarke, la Gil Evans Orchestra, Christian Escoudé, Charlie Haden e Stanley Jordan.
A partire dall'album Stuttgart Aria, registrato nel 1986 con Jaco Pastorius, ha scelto di allontanarsi dall'impronta gypsy di Django Reinhardt per esplorare una musica più orientata alla fusion e al rock.
Secondo la critica, tuttavia, durante questo periodo la sua musica risultava più originale, ma meno interessante, per cui in seguito ha scelto di tornare al jazz, interpretando versioni hard bop degli standard con accenni al manouche e alla fusion.
La sua collaborazione con il chitarrista italiano Giuseppe Continenza, con il quale si è esibito in numerosi concerti e festival, fra i quali il Pescara Jazz e l'Eddie Lang Jazz Festival, ha avuto inizio nel 1998, quando i due si sono incontrati dietro le quinte di un festival e hanno iniziato a parlare dei reciproci interessi musicali.
Nel 2018 ha pubblicato un libro sulla chitarra e sugli artisti gypsy jazz.

## Discografia

### Biréli Lagrène Ensemble
- 1980 - Routes to Django - Live at the "Krocodil" (Jazzpoint)
- 1981 - Biréli Swing '81 (Jazzpoint)

### Biréli Lagrène Trio
- 1994 - Live in Marciac - Live, 1994, (Dreyfuss Jazz)

### Solista
- 1982 - 15 (Antilles)
- 1985 - A tribute to Django Reinhardt - Live at the Carnegie Hall & the Freiburg Jazz Festival (Jazzpoint)
- 1988 - Stuttgart Aria - Live, 1986, con Jaco Pastorius (Jazzpoint)
- 1986 - Lagrène and Guests (Jazzpoint)
- 1987 - Inferno, (Blue Note)
- 1988 - Foreign Affairs (Blue Note)
- 1989 - Highlights, (Jazzpoint)
- 1990 - Acoustic moments (Blue Note)
- 1992 - Standards, (Capitol)
- 1995 - My favorite Django, (Dreyfuss Jazz)
- 1998 - Blue Eyes, (Dreyfuss Jazz)
- 1999 - Duet, con Sylvain Luc (Dreyfuss Jazz)
- 2000 - Front Page, con Dominique Di Piazza e Dennis Chambers (Universal)
- 2001 - Gipsy Project (Dreyfuss Jazz)
- 2002 - Gipsy Project & Friends (Dreyfuss Jazz)
- 2003 - The Complete Gipsy Project (Dreyfuss Jazz)
- 2004 - Move (Dreyfuss Jazz)
- 2007 - Gipsy Project. Just The Way You Are (Dreyfus Jazz)
- 2008 - Electric Side (Dreyfus Jazz)